# 蟹黄

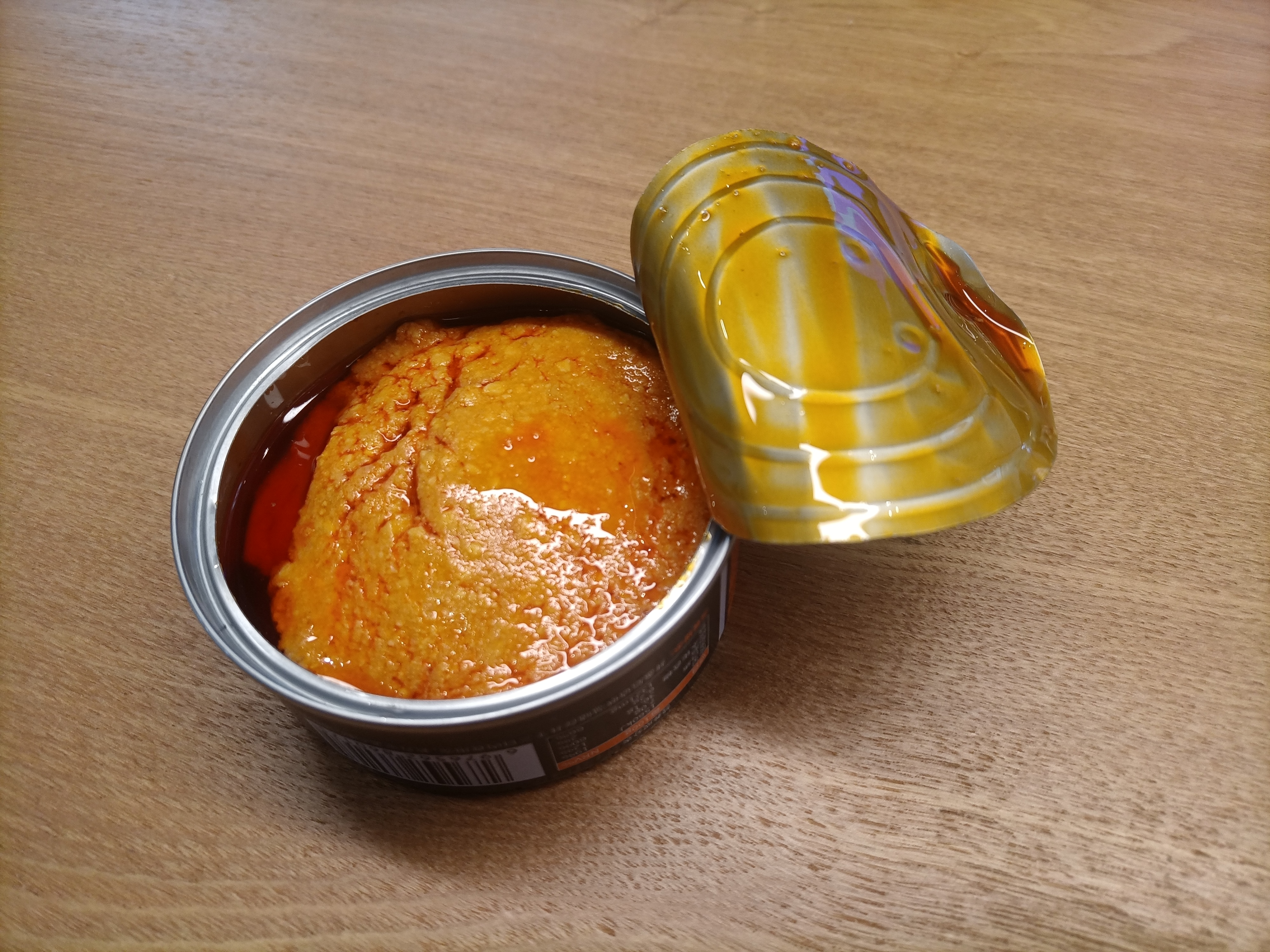
以蟹黄为原材料制成的蟹黄酱

蟹黄是雌蟹体内的卵巢和消化腺，呈黄色或橘黄色。由于螃蟹本身可食用部分就不多，而蟹黄又只占可食用部分的一部分，因此蟹黄被视为一种珍贵的美味。
蟹黄中含有较为丰富的蛋白质、磷脂等营养物质，但同时含有较多的脂肪和胆固醇，因此心血管疾病患者应尽量少食。
中国民间有“九雌十雄”的说法，其中的“九雌”指的是农历九月是食用母蟹最佳的时期，因此时母蟹处于生殖期，蟹黄最为丰满。
一些中国菜和中式点心以蟹黄为原料，如蟹黄汤包、蟹粉狮子头等。